# Deux tactiques de la social-démocratie dans la révolution démocratique
 (avril 2025).
Si vous disposez d'ouvrages ou d'articles de référence ou si vous connaissez des sites web de qualité traitant du thème abordé ici, merci de compléter l'article en donnant les références utiles à sa vérifiabilité et en les liant à la section « Notes et références ».
Deux tactiques de la social-démocratie dans la révolution démocratique est un essai de Lénine.

## Contexte
L'essai est écrit en juin et juillet 1905 lors de la révolution russe de cette année.